# Дикая охота короля Стаха (фильм)
«Ди́кая охо́та короля́ Ста́ха» — советский художественный фильм по мотивам одноимённой повести белорусского писателя Владимира Короткевича.
Фильм называют первым советским мистическим триллером.
Съёмки старинного дворца проводились в Подгорецком замке, который находится в Львовской области (Украина).
Сюжет фильма значительно отличается от сюжета повести, по которой он был поставлен.

## Сюжет
Действие картины разворачивается в конце 1900 года в белорусском Полесье, куда приехал молодой учёный-этнограф Андрей Белорецкий с целью изучения местных народных преданий. Он поселяется в поместье Болотные Ялины, молодая хозяйка которого, Надежда Яновская — последняя представительница старинного шляхетского рода и сирота.
В поместье устраивают бал по случаю совершеннолетия хозяйки. Среди пришедших гостей — пан Дубото́вк, местный помещик, балагур и опекун Надежды Яновской. Он дарит ей большую картину с изображением её родоначальника Романа Яновского и роскошное старинное платье. На балу происходит конфликт между молодым помещиком Алесем Вороной, сватающимся к Надежде, и Андреем Белорецким, но его гасят сама Надежда и Дуботовк. Последний приглашает Андрея погостить в своё поместье.
На следующий день Белорецкий узнаёт легенду о Маленьком Человеке, призраке Голубой Женщины, обитающих в Болотных Ялинах, и Дикой охоте короля Стаха, страшной охоте, дичью на которой становятся только люди.
Легенда гласит о Стахе Горском, потомке великого князя Александра — молодом благородном мечтателе. Он хочет добиться независимости белорусских земель. Его любят и поддерживают и крестьяне, и «лесные братья», и лучшие представители национальной шляхты. Он обладает талантом воина, смел, решителен и мечтает о народном счастье. Он доверчив, щедр и благороден: охотно прощает своего врага шляхтича Романа Яновского, когда тот предлагает дружбу, одаривает его и, более того, во время охоты спасает от болотной рыси, рискуя собственной жизнью. Но предательским ударом в затылок Роман убивает Стаха. Перед смертью Стах проклинает Яновского и весь его род до двадцатого колена. Убиты или тяжело ранены и сподвижники «мужицкого короля». Привязанные к коням, умирающие борцы за свободу уносятся в ночь, меняя свою сущность, призывая силы тьмы и теряя своё изначальное призвание…
После этой страшной истории Роман Яновский погибает в Волотовой прорве (по легенде — от Дикой охоты короля Стаха). С тех пор многие представители фамилии Яновских гибнут по той же причине. Они слышат охотничий рог и в полях и болотах их настигает безжалостная призрачная конница Стаха, спастись от которой невозможно. Таким образом, Надежда Романовна — последняя представительница рода Яновских, и после её смерти дворец и усадьбу Болотные Ялины должны унаследовать либо её дальняя родственница пани Кульша, либо её опекун Рыгор Дуботовк.
Белорецкий не верит во всё услышанное. Тем не менее, вскоре он встречает нищих детей, которые рассказывают ему, что ночью, во время Дикой охоты короля Стаха, охотники схватили их родителей, утащили на болото и с тех пор их никто не видел, что подтверждает также и Рыгор, холоп пани Кульши, которая помешалась от страха. Но Рыгор указывает, что конница Стаха вовсе не призрачная, а настоящая, из-за навоза, оставленного конями.
Во время прогулки Белорецкого с местным знакомым Андреем Светило́вичем, бывшим студентом Киевского университета, кто-то в Белорецкого стреляет и ранит его в руку. Вскоре Андрей Светилович погибает, не успев рассказать Белорецкому о чём-то, что ему удалось узнать, а за ним гибнет и Игнатий Берман-Гацевич, управляющий имением Яновских. Полиция старается поскорее замять это дело. После разговоров с её представителями Белорецкий понимает, что полицейские ему ничем не помогут. А его связь со Светиловичем, который сочувствовал революционерам, и вовсе может плохо сказаться на его судьбе.
Андрей посещает имение Дуботовка, где присутствует на спектакле батлейки про короля Стаха. Там же у него вновь случается конфликт с Алесем Вороной, перерастающий в дуэль, кончающуюся ранением Алеся.
Покидая имение, недалеко от Болотных Ялин Белорецкий натыкается на Дикую охоту короля Стаха. Охотники преследуют его, но ему удаётся от них уйти.
Постепенно Андрей раскрывает миф о Маленьком Человеке и Голубой Женщине: первым был карлик Базиль Гацевич, брат управляющего, которого тот стыдился и прятал в кукольном замке, а второй — сама Надежда Яновская, переодевавшаяся в старинное платье и от страха ночью бродившая по замку.
Затем наступает декабрь. В поместье Болотные Ялины празднуют Новый год.
Но вот опять начинается Дикая охота. Охотники настигают и убивают актёров странствующей батлейки, а также пани Кульшу. Крестьяне, Белорецкий и Рыгор встречают охотников с кольями и косами. Во время этой охоты выясняется, что большая часть всадников из свиты Стаха — всего лишь чучела в рыцарском облачении, привязанные к коням, которыми управляет Алесь Ворона. Конница уничтожена крестьянами, а Алесь бежит к организатору охоты — Дуботовку, чтобы укрыться в его доме. Дуботовк убивает его, но скоро погибает и сам, когда крестьяне берут штурмом поместье и сжигают его. Оказывается, Дуботовк, используя легенду о Дикой охоте, чтобы остаться вне подозрений, придумал, как убить последних представителей Яновских и завладеть всем их имуществом, а также держать в страхе местных суеверных.
Наступает 1 января 1901 года, первый день XX века. В этот день Белорецкого арестовывают за подстрекательство к мятежу и отправляют в Петербург. С ним уезжает и Надежда Яновская.

## Критика
Притча о победе человека над страхом, рассказанная в приключенческом жанре, с неожиданными, «леденящими» душу происшествиями, с экзотическими атрибутами места действия и романтическим изложением сюжета.

## В ролях
- Борис Плотников — Андрей Белорецкий, этнограф
- Елена Димитрова — Надежда Романовна Яновская, хозяйка поместья Болотные Ялины
- Альберт Филозов — Игнатий Берман-Гацевич, управляющий имением Яновских
- Роман Филиппов — пан Рыгор Дуботовк
- Борис Хмельницкий — Алесь Ворона
- Валентина Шендрикова — вдова пани Кульша
- Александр Харитонов — Андрей Светилович
- Игорь Класс — Рыгор
- Владимир Фёдоров — Базиль Берман-Гацевич, брат Игнатия
- Мария Капнист — экономка
- Виктор Ильичёв — пристав
- Юрий Дубровин — судебный врач
- Борис Романов — судебный следователь
- Тамара Муженко
- Александр Кашперов
- Анатолий Длусский
- Николай Табашников-Зорин

## Съёмки
Короткевич не приезжал на съемочную площадку и не вмешивался в процесс съёмок. В ходе худсовете писатель отметил, что ему не все понравилось, однако право режиссера на собственное прочтение произведения он уважает и принимает. 
Съёмочная группа долго размышлял о том, как убедительно показать погоню «дикой охоты» за бегущим по болоту героем, пока Рубинчик не предложил снимать сцену рапид-камерой, чтобы движения были замедленными. За ней пришлось срочно посылать человека в Минск. Рыжую землю под ногами всадников выжигали дымовыми шашками.

## Места съёмок
Фильм снимался в 1978—1979 годах в Беларуси, Украине и России. В качестве замка поместья Болотные Ялины был выбран Подгорецкий замок во Львовской области УССР. Он хорошо известен кинозрителю как Королевский дворец в фильме «Д'Артаньян и три мушкетера» режиссёра Георгия Юнгвальда-Хилькевича. 
Натурные съемки проходили и около Свиржского замка во Львове, и в Смолевичском районе под Минском, в том числе и на военном полигоне в Уручье (эпизоды с полями), а также в подмосковном Алабино, где конные сцены исполнили местные кавалеристы. Обстановку внутри замка и в доме пана Дуботовка частично отсняли в павильонах киностудии «Беларусьфильм».

## Съёмочная группа

Владимир Короткевич и Валерий Рубинчик на киностудии «Беларусьфильм» во время монтажа картины «Дикая охота короля Стаха»

- Авторы сценария и режиссёры: Владимир Короткевич, Валерий Рубинчик
- Оператор: Татьяна Логинова
- Художник: Александр Чертович
- Художник по костюмам: Элеонора Семёнова[4]
- Композитор: Евгений Глебов
- Звукооператор: Виктор Морс[5]

## Награды
- 1980, Италия — Гран-при на I МКФ детективных и таинственных фильмов «Мистфест» в Каттолике
- 1980, Франция — спецприз жюри фильму, приз «за лучшую женскую роль второго плана» В. Шендриковой на Х МКФ фильмов-ужасов и научной фантастики в Париже
- 1980, Канада — спецприз жюри на IV МКФ в Монреале
- 1981, Италия — диплом фильму на ХІХ МКФ научно-фантастических фильмов в Триесте
- 1981, США — диплом фильму на МКС «Фильмэкс» в Лос-Анджелесе
- 1983, Бельгия — Гран-при на МКФ мистических и научно-фантастических фильмов «Пассаж-44» в Брюсселе[1].